# St. Josef (Wildflecken)

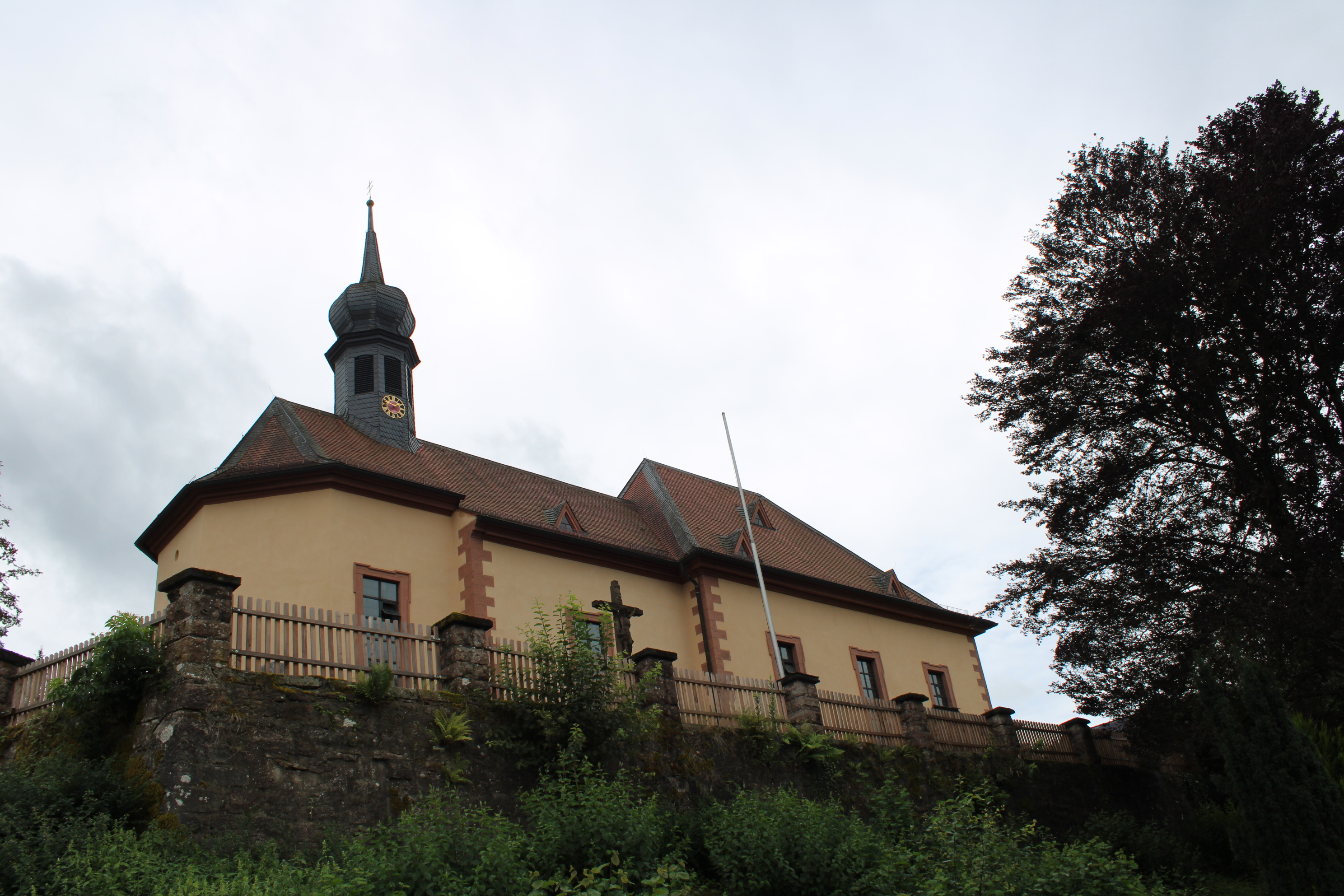
St.-Josef-Kirche in Wildflecken

Die römisch-katholische Pfarrkirche St. Josef ist die Kirche von Wildflecken im unterfränkischen Landkreis Bad Kissingen. Die Kirche gehört zu den Baudenkmälern von Wildflecken und ist zusammen mit der Kirchhofmauer und zwei Friedhofskreuzen unter der Nummer D-6-72-163-2 in der Bayerischen Denkmalliste registriert. Die Pfarrei Wildflecken/Oberwildflecken ist zusammen mit der Pfarrei Oberbach und der Kuratie Riedenberg Teil der Pfarreiengemeinschaft Oberer Sinngrund.

## Geschichte

Infotafel zur katholischen Kirchengeschichte von Wildflecken

Wildflecken gehörte als Filiale zu Oberbach und hatte zunächst keine eigene Kirche. Da die Oberbacher Kirche recht klein war, wurde 1716 schließlich die Genehmigung zum Bau einer Kapelle in Wildflecken erteilt. Die Kapelle wurde durch die Mauer Johann und Valtin Abert errichtet und im Jahr 1717 eingeweiht. Die Seelsorge übernahm weiterhin die Pfarrei Oberbach. Bemühungen um einen eigenen Pfarrer im Ort hatten keinen Erfolg. In den Jahren 1928 bis 1929 erweiterte der Architekt Ludwig Sator aus Mannheim die Kirche. 1930 weihte der Würzburger Bischof Matthias Ehrenfried die vergrößerte Kirche ein. Durch die Einrichtung des Truppenübungsplatzes Wildflecken nahm die Einwohnerzahl zu. Deshalb wurde Wildflecken im Jahr 1951 zur eigenständigen Pfarrei erhoben. 1998 wurde das Dach der Kirche erneuert und im Jahr 2000 die Kirche innen renoviert.

## Beschreibung

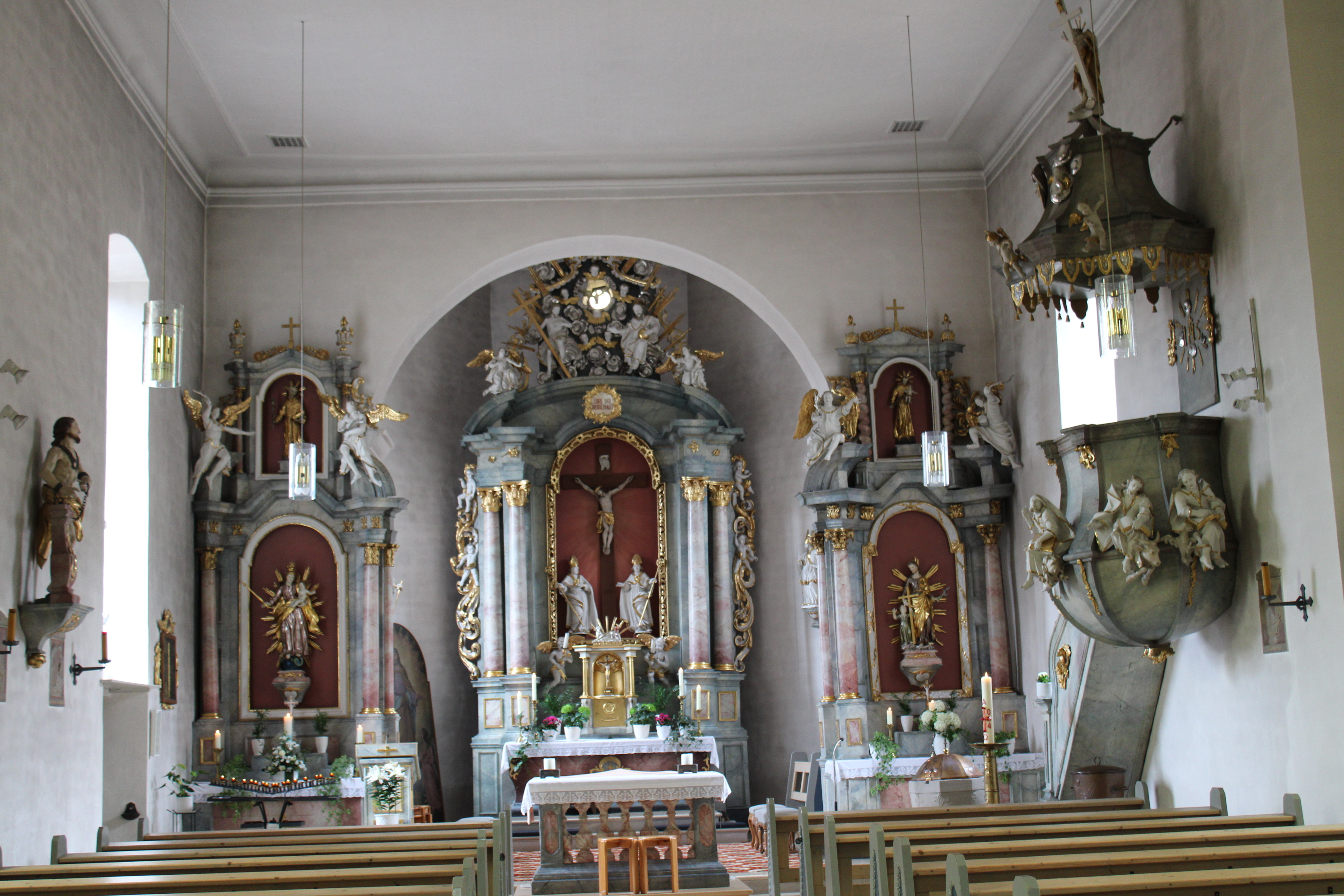
Innenraum der St.-Josef-Kirche

Die Kirche ist nach Osten ausgerichtet. Über dem östlichen Chor ist ein Dachreiter errichtet. Das Langhaus ist um einen westlichen, etwas breiteren Anbau erweitert. In der Mitte des Hochaltars befindet sich eine Kreuzigungsgruppe, an den Seitenaltären Figuren der Muttergottes mit Kind (links) und des Kirchenpatrons Josef (rechts). An der Kanzel sind Figuren der vier Evangelisten angebracht. Die Orgel ist auf der westlichen Empore aufgestellt. Der Türrahmen des Hauptportals an der Nordseite zeigt Szenen aus dem Leben des heiligen Josef, geschaffen 1929 von Ruth Schaumann aus München. Über dem Hauptportal ist das Wappen des Bischofs Ehrenfried angebracht.